# Богородск (Коми)
Богородск — село в Корткеросском районе Республики Коми Российской Федерации. Административный центр сельского поселения «Богородск».

## География
Расположено на левом берегу реки Вишеры чуть выше устья Нившеры, в 70 км к северо-востоку от села Корткерос и в 110 км от Сыктывкара (по автодорогам — 92 и 140 км соответственно).

## История
Коми живут на реке Вишера с давних времен. Они пришли в этот район с Выми. Первые упоминания о жителях Вишеры содержатся в Вычегодско-Вымской летописи 1380 года.
Упоминание о реке Вишере и «висерцах» было в жалованной грамоте Ивана III в 1485 году: «А что „Вишера“, Вымское-ж место, а Волостные реки Висерцов: река Вишера да речка Нившера».
1485 год и считается годом образования с. Богородск.
Первые сведения о Вишерских селениях и конкретно о Богородске относятся к 1585 году. В то время Богородск именовался погост «Вишера». На погосте находились дворы церковнослужителей и крестьян. Вишерцы пахали землю, держали скот, ловили пушных зверей. Постепенно количество жителей Вишеры увеличилось. В 1873 году здесь было 72 двора, 490 жителей, имелась почтовая станция, земское училище, волостное правление Богородской волости. Училище было открыто в 1873 — 1874 годах. В 1880 учебном году в нём обучались — 15 мальчиков и 6 девочек.
В XIX веке погост получает двойное наименование: Вишерско-Богородский. Второе название (Богородский) селение получило по названию церкви (Рождества Богородицы). Позднее погост стал селом. За ним закрепилось название Богородск, а прежнее название (Вишера) вышло из официального употребления.

## Население
| 2010 |
| ---- |
| 697  |

## Известные уроженцы, жители
Логинова, Лидия Петровна — заслуженный работник культуры РФ, народная артистка Республики Коми.

## Инфраструктура
Ведущая отрасль производства — сельское хозяйство. На территории поселения работает — СПК «Вишерский».
Большая высоковольтная подстанция, связь, почта, лесничество, метеостанция «Лунь», врачебная амбулатория, средняя общеобразовательная школа, приход церкви Пресвятой Богородицы, библиотека, дом культуры.

## Достопримечательности
Памятные места:
- Церковь Рождества Пресвятой Богородицы
- Памятник «Скорбящая мать» в селе Богородск
- Мемориальная памятная доска уроженцу с. Богородск — видному политическому и общественному деятелю Михайлову Александру Игнатьевичу.

## Транспорт
Через село проходит тупиковая автодорога Сторожевск — Нившера.